# Tepexicuicuil
Tepexicuicuil är en ort i Mexiko.   Den ligger i kommunen Jaltocán och delstaten Hidalgo, i den sydöstra delen av landet, 200 km norr om huvudstaden Mexico City. Tepexicuicuil ligger 198 meter över havet och antalet invånare är 218.
Terrängen runt Tepexicuicuil är varierad. Runt Tepexicuicuil är det ganska tätbefolkat, med 248 invånare per kvadratkilometer. Närmaste större samhälle är Huejutla de Reyes, 9,3 km öster om Tepexicuicuil. I omgivningarna runt Tepexicuicuil växer i huvudsak städsegrön lövskog.